# Samaris chesterfieldensis
Samaris chesterfieldensis is een straalvinnige vissensoort uit de familie van de schollen (Samaridae). De wetenschappelijke naam van de soort is voor het eerst geldig gepubliceerd in 2004 door Mihara & Amaoka.